# 米罗
米罗（德語：Mirow）是德国梅克伦堡-前波美拉尼亚州的市镇，隶属于梅克伦堡湖区县。总面积为158.32平方千米，截至2023年12月31日总人口为3,871人。